# 2016 Re-ALBUM
『2016 Re-ALBUM』(2016リーアルバム)は、韓国のアイドルグループ「Sechs Kies(ジェクスキス)」が2016年にリリースしたアルバム。2016年12月1日に音源リリース、6日発売。

## 解説
- 2000年のグループ解散後16年ぶりに再結成したジェクスキスが過去のヒット曲を再編曲してリリースしたリメイク・アルバム。
- 初動売上枚数は約8万枚を記録[注 1]。
- 「IN type」と「OUT type」の二つのバージョンで発売。「IN type」と「OUT type」は、ジャケット・フォトカード・ブックレット(80p)の構成が異なる。
- タイトル曲「カップル」のミュージックビデオ(PV)は、北海道で撮影した[1]。
- MBCの国民的人気バラエティ番組「無限に挑戦」の特別企画で奇跡の再結成を果たした6人組アイドル・グループ、SECHSKIES(Sechs Kies/ジェクスキス)が彼らのヒット曲を新たにレコーディングした復帰作!彼らの人気曲の中から厳選された10曲は、「Re-recording」、「Rearrange」、「Remaster」の過程を経て、「2016 Re-ALBUM」として再誕生した。すでに数多くのヒット曲で実力を証明してきた「YG PRODUCER TEAM」の感覚的な編曲は、既存曲の別のアプローチと個性のある解釈を通して、各トラックに新しい息を吹き込んだ。これまで彼らの代表曲と呼ばれてきた“カップル“、“騎士道“、“恋情“の3曲がトリプル・タイトル曲となっている。さらに、ボーナス・トラックとして“Three Words“を含む全11トラック収録。80Pフォトブックレット(ヴァージョン別)、PET(ポリエチレン製)フォトカード1枚、フォトカード1枚(ヴァージョン別全5種のうち1種)封入[注 2]。

## 収録曲
1. COM' BACK(3:37) 

2016 MelOn MUSIC AWARDS(2016年11月19日)、第31回ゴールデンディスク賞(2017年1月13日)で披露。
2. カップル(4:06) 

1stタイトル曲
3. 予感(3:30) 

カウントダウン2017(2016年12月31日)で披露。
4. COME TO ME BABY(3:41)
5. 騎士道(3:40) 

2ndタイトル曲
6. 恋情(3:15) 

3rdタイトル曲
7. 無謀な愛(3:17)
8. ROAD FIGHTER(2:57)
9. 学院別曲(3:30)
10. 愛するキミへ(3:58)
11. Three Words(4:03) 

2016年10月7日リリースしたデジタルシングル。